# Muzeum Kultury Światowej w Göteborgu

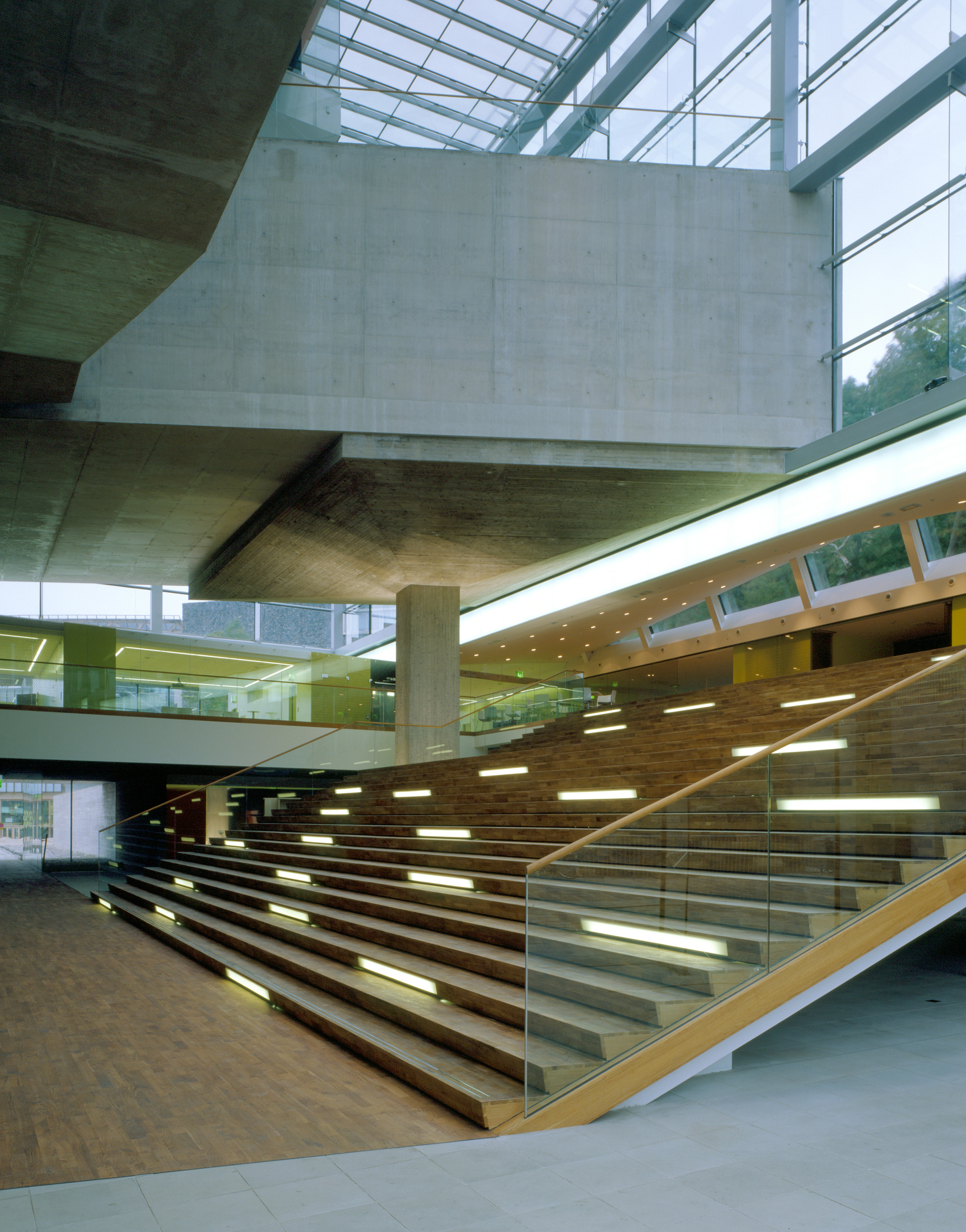
Wnętrze muzeum

Muzeum Kultury Światowej w Göteborgu (szw. Världskulturmuseet) to nowoczesne, otwarte w 2004 muzeum, którego główną ideą jest prezentowanie kultury światowej w nowatorski sposób. Obecne ekspozycje poruszają różne kwestie i problemy, m.in.: AIDS, Afryki czy duchowości.
W roku 2004, gdy otwarto muzeum, doszło do skandalu na tle religijnym. Na ekspozycji dotyczącej AIDS pojawił się obraz francusko-algierskiej malarki Louzli Darabi przedstawiający akt seksualny opatrzony wersetami Koranu - to wywołało falę protestów wśród szwedzkiej ludności wyznania islamskiego i w wyniku tej presji obraz został usunięty z wystawy.
Muzeum położone jest w pobliżu Universeum, centrum naukowego oraz Liseberg, parku rozrywki.
Budynek oraz wnętrze zaprojektowane zostały przez Cécile Brisac z Francji oraz Edgara Gonzaleza z USA.